# Hugh Trenchard
El Mariscal de la Reial Força Aèria Hugh Montague Trenchard, 1r Vescomte Trenchard GCB OM GCVO DSO, (3 de febrer de 1873 – 10 de febrer de 1956) va ser un oficial britànic instrumental en l'establiment de la Reial Força Aèria. Ha estat descrit com el Pare de la Reial Força Aèria.
Durant els seus anys de formació, Trenchard fou acadèmicament un alumne més, només aconseguint els mínims establerts per rebre el nomenament com a oficial de l'Exèrcit Britànic. Com a jove oficial d'infanteria, Trenchard serví a l'Índia i, amb l'esclat de la Guerra Bòer, es presentà voluntari per servir a Sud-àfrica. Mentre que lluitava amb els Boers, va resultar greument ferit i, de resultes de la ferida, perdé un pulmó, resultà parcialment paralitzat i tornà al Regne Unit. Seguint els consells dels metges, viatjà fins a Suïssa per recuperar-se. Després de la seva recuperació, tornà al servei actiu a Sud-áfrica.
Després de la Guerra Bòer, Trenchard serví a Nigèria, on treballà per portar l'interior del país al control britànic i acabar amb la violència inter-tribal. Durant la seva estada a Nigèria. Trenchard comandà el Regiment de la Nigèria Meridional durant diversos anys.
El 1912, Trenchard va aprendre a volar i, posteriorment va ser nomenat segon al comandament de l'Acadèmia Central de Vol. Ocupà diversos càrrecs superiors al Royal Flying Corps durant la Primera Guerra Mundial, servint-hi com a comandant a França entre 1915 i 1917. El 1918, serví un breu temps com a Cap de l'Estat Major de l'Aire, abans de prendre el comandament de la Força Aèria Independent a França. El 1919 tornà a ser Cap de l'Estat Major de l'Aire sota Winston Churchill, passant la dècada dels 20 assegurant el futur de la Royal Air Force. A la dècada dels 30 va ser Comissionat Metropolità de Policia i un defensor de la RAF als seus darrers anys. Avui, Trenchard és considerat com un dels primers que va advocar pel bombardeig estratègic.

## Biografia
Hugh Montague Trenchard va néixer a Windsor Lodge a Haines Hill, a Taunton, Somerset (Anglaterra, el 3 de febrer de 1873. Era el tercer fill de Henry Montague Trenchard i de la seva esposa Georgina Louisa Catherine Tower (filla del Capità de la Royal Navy John McDowall Skene). Si bé a la dècada de 1870 els Trenchards vivien sense destacar, els seus avantpassats havien tingut papers notables a la història britànica. La família afirmava ser descendent de Raoul de Trenchant, un dels companys més propers de Guillem el Conqueridor, participant en la batalla de Hastings. Entre altres avantpassats notables figuren, un Alt Sheriff de Dorset del segle xvi i Sir John Trenchard, el Secretari d'Estat sota Guillem III.
Quan Hugh Trenchard tenia 2 anys, la família es desplaçà a Courtlands, una casa de camp a 3 milles del centre de Taunton. La vida al camp significà que Trenchard podria fer molta vida a l'exterior, incloent-hi passar temps caçant conills i d'altres animals petits amb la seva escopeta, que rebé amb motiu del seu vuitè aniversari. Durant els seus primers anys va ser educat a la llar per un tutor resident, i desafortunadament per a ell, el tutor no era prou estricte i no aconseguí evitar els intents dels nois per a no rebre instrucció. Com a conseqüència, Trenchard mai no destacà acadèmicament, però el seu entusiasme pels jocs i els cavalls va ser evident.
Amb 10 anys, Trenchard va ser enviat a l'Escola Preparatòria d'Allens, a Hampshire. Si bé l'aritmètica se li donava bé, tingué dificultats amb la resta del currículum. No obstant això, els seus pares no estaven gaire amoïnats per les seves dificultats acadèmiques perquè ja havien decidit que seguiria la carrera militar. Georgina Trenchard volia que el seu fill també seguís la professió del seu pare i que ingressés a la Royal Navy. El 1884, Trenchard va desplaçar-se a Dover per cursar a Hammond, una escola preparatòria pels futurs estudiants de l'HMS Britànnia. Trenchard suspengué en les proves d'accés a la Royal Navy a l'edat de 13 anys, i va ser enviat als Cursos Intensius del Reverend Albert Pritchard, Hill Lands a Wargrave, Berkshire. Allà es preparava als nois per rebre el despatx de l'Exèrcit.
El 1889, quan Hugh Trenchard tenia 16 anys, el seu pare, que era procurador, es declarà arruïnat. El jove Trenchard passà a dependre de la caritat dels seus parents per a finalitzar la seva educació a Pritchard. Trenchard suspengué els exàmens de Woolwich en dues ocasions i només li quedà l'opció d'entrar a la Milícia, que tenia uns requisits menors. També les proves d'accés a la Milícia van ser difícils per Trenchard, suspenent-les el 1891 i 1892. Durant aquest temps, Trenchard passà un temps d'entrenament com a subaltern amb l'Artilleria Kincardine i Forfar. Després de tornar a Pritchard, Trenchard finalment aconseguí superar els mínims requerits al març de 1893. Amb 20 anys, va ser nomenat tinent de 2a al 2n Batalló dels Fusellers Reials Escocesos i destinat a l'Índia.

### Inicis de la carrera militar

#### L'Índia
Trenchard arribà a l'Índia el 1893, incorporant-se al seu regiment a Sialkot, al Punjab. Poc després de la seva arribada, Trenchard va ser convidat a fer un discurs en un sopar. Una pràctica comuna era que l'oficial subaltern més jove fes un discurs i s'esperava que Trenchard parlaria sobre la història dels Fusellers Reials Escocesos. En comptes d'això, simplement digué "Estic profundament orgullós de pertànyer a aquest regiment, i espero viure un dia per comandar-lo". El seu discurs despertà una rialla incrèdula, si bé alguns van apreciar el seu nervi.
Els joves oficials destinats a l'Índia a la dècada de 1890 gaudien de diversos entreteniments socials i esportius. Si bé es requeria a tots els regiments prestessin servei al Pas de Khyber, les condicions de pau i prosperitat eren evidents. Tot i que Trenchard no era un home de mitjans independents, això no li impedí dedicar-se a les activitats esportives. A inicis de 1894 guanyà el Campionat de Rifle Tot-Índia. Després del seu èxit disparant, Trenchard creà un equip de polo al batalló; tot i que, en ser d'infanteria, el seu regiment no tenia cap mena de tradició jugant al polo, i Trenchard va haver d'enfrontar-se a diversos obstacles. No obstant això, en sis mesos l'equip de polo del batalló ja era una realitat i estava competint. Va ser durant un partit de polo el 1896 en què Trenchard va trobar-se per primer cop amb Winston Churchill, amb el qual topà al terreny de joc. Les fites esportives de Trenchard van salvar la seva reputació entre els seus companys oficials (per la seva manca de conversa i de beneficis socials, era conegut entre els seus companys oficials com el camell, ja que ni bevia ni parlava).
Va ser també durant la seva estança a l'Índia en què Trenchard s'afeccionà a la lectura. La seva primera elecció van ser les biografies, particularment les dels herois britànics. Trenchard matava les llargues hores llegint, també per proveir-se d'una educació. Però, en termes militars, Trenchard no estava satisfet. No va entrar en acció durant la seva estada a l'Índia, ja que quan el seu regiment tornà a la frontera ell es trobava a Anglaterra per a una operació d'hèrnia.
Amb l'esclat de la Segona Guerra Bòer a l'octubre de 1899, Trenchard intentà unir-se diverses vegades al seu antic batalló, que havia estat enviat al Cap com a part del cos expedicionari. Les peticions de Trenchard van ser denegades pel seu Coronel i quan el Virrei Lord Curzon, preocupat per la contínua marxa de caps cap a Sud-àfrica, prohibí l'enviament de cap oficial més, esvaint les expectatives de Trenchard per entrar en acció. No obstant això, un any o dos abans, Sir Edmund Elles havia promès consell o ajut a Trenchard com a gest d'agraïment després que hagués salvat del desastre una pobra competició de tir. El 1900, Elles era Secretari Militar de Lord Curzon, i Trenchar (ara capità, li envià una petició perquè se li deixés unir-se a la seva unitat a ultramar. Setmanes després, Trenchard rebé les seves ordres per traslladar-se a Sud-àfrica.

#### Sud-àfrica
En la seva arribada a Sud-àfrica, Trenchard es reuní als Fusellers Reials Escocesos abans que se li ordenes muntar i entrenar una companyia muntada dels Imperial Yeomanry. Els Boers eren genets experts i les tactiques del moment posaven un gran èmfasi sobre la cavalleria britànica. Per tant, els britànics feien muntar a unitats d'infanteria i l'experiència de Trenchard jugant al polo el portaren a ser triat per formar una companyia muntada per servir a l'oest de Johannesburg. El pal de paller de la nova unitat de Trenchard consistia en un grup de genets australians voluntaris que, a causa de la inactivitat, havien estat citats sovint pels excessos en la beguda o el joc.
La companyia de Trenchard estava sota la comandància de la 6a Brigada de Fusellers, amb seu a Krugersdorp. Durant el mes de setembre i inicis d'octubre del 1900, els genets de Trenchard van participar en diverses emboscades a les fronteres. El 5 d'octubre, la 6a Brigada marxà cap a Krugersdorp amb la intenció de presentar batalla als Boers a la plana on podrien ser derrotats. No obstant això, abans que la Brigada pogués arribar als plans havia de travessar un terreny ondulat que afavoria les tàctiques de guerrilla dels Boer.
La Brigada viatjà de nit i a l'albada del 9 d'octubre, l'Ayrshire Yeomanry, situats a l'avantguarda, desbarotà un campament Boer. Aquests van fugir a cavall i Trenchard i els seus australians els perseguiren durant 10 milles. Els Boers, incapaços de desempallegar-se dels seus perseguidors, els prepararen una trampa. Van passar per un pas desapareixent a la vall. Quan Trenchard arribà va veure la granja Dwarsvlei amb fum sortint de la xemeneia. Semblava que els Boer pensaven que els havien despistat i que estaven esmorzant despreocupats. Trenchard situà les seves tropes als turons als voltants de la casa, i després d'una hora i mitja d'observació, encapçalà una patrulla de 4 homes cap a la granja, mentre que la resta d'homes esperaven el seu senyal. No obstant això, quan van arribar a la vall, els Boer van començar a obrir foc, i Trenchard es dirigí al galop cap a la granja. Mentre que es dirigia a la porta, va ser ferit al pit. Els australians, en veure ferit al seu cap, van descendir dels turons i van enfrontar-se als Boers cos a cos. Diversos dels Boers van ser resultar morts o ferits, alguns van aconseguir fugir la majoria van ser fets presoners. Trenchard estava greument ferit i va ser evacuat a Krugersdorp.

### Tractament mèdic i convalescència
Després de la seva arribada a l'hospital de Krugersdorp, Trenchard estigué en estat d'inconsciència i semiinconsciència. Els cirugians creien que moriria, perquè la bala havia perforat el pulmó esquerre i havia perdut més de 3 litres i mig de sang de la seva pleura a través d'un tub. No obstant això, el tercer dia, Trenchard recobrà la consciència, tot i que es passà la major part del dia dormint. Tres setmanes després, Trenchard mostrà certes millores i va poder ser traslladat a Johannesburg, on encara millorà més. No obstant això, quan s'intentà posar dret, descobrí que no s'aguantava dempeus, perquè estava parcialment paralitzat. A continuació va ser desplaçat fins a Maraisburg per estar en convalescència, i allà es confirmà que Trenchard patia paràlisi per sota del pit. Els metges van suposar que la bala, després de travessar el pulmó, li havia danyat l'espina dorsal.
Al desembre del 1900, Trenchard tornà a Anglaterra, arribant a Southampton a bord d'un vaixell hospital. Com a soldat invàlid sense mitjans financers, Trenchard ara es trobava en el seu punt més baix. Va passar la següent quinzena a la residència per oficials invàlids de Mayfair, gestionada per la Creu Roja. El cas de Trenchard cridà l'atenció de Lady Dudley, que financiava l'asil de Mayfair. A través de la seva generositat, Trenchard pogué veure a un especialista que li digué que necessitava passar uns mesos a Suïssa, on el clima li aniria bé pel seu pulmó. Trenchard i la seva família no podien afrontar una despesa com aquella, i ell estava massa avergonyit per fer-ho. No obstant això, sense fer cap mena de preguntes, Lady Dudley donà un xec a Trenchard per cobrir les despeses.
El 30 de desembre, Trenchard arribà a St Moritz per iniciar la seva convalescència suïssa. Allà va veure que el Bobsleigh no requeria gaire ús de les seves cames. Inicialment era propici a caure a la neu, però uns dies després va aconseguir mantenir-se sobre el trineu. Durant una dura caiguda, la seva espinada es reajustà casualment, permetent-li caminar sense problema tot just després de recobrar la consciència. Una setmana després, Trenchard guanyà les copes de Novells i de Debutants del St. Moritz Tobogganing Club's de 1901, un gran èxit per a algú que només uns dies abans era incapaç de caminar sense ajut.
En tornar a Anglaterra, Trenchard visità a Lady Dudley per agrair-s'ho, i després preparà la seva tornada a Sud-àfrica. No obstant això, el seu pulmó no estava totalment recuperat, provocant-li dolors i ofecs. No obstant això, l'Oficina de Guerra era escèptica i no li permeteren escurçar els seus 9 mesos de baixa per malaltia. Llavors, per tal d'enfortir el seu pulmó danyat, Trenchard es dedicà al tennis. A inicis de l'estiu de 1901 participà en dos torneigs de tennis, arribant a les semifinals en ambdós casos i guanyant el favor de la premsa. Llavors, envià els retalls de premsa als metges de l'Oficina de Guerra, argumentant que la seva habilitat en el tennis demostrava que estava capacitat pel servei actiu. Sense esperar la resposta, s'embarca en un transport de tropes al maig de 1901, presentant-se voluntari per un segon període.

### Retorn a l'Àfrica

#### Tornada a Sud-àfrica
En arribar a Sud-àfrica es dirigí cap a Pretòria, arribant-hi a finals de juliol. Va ser destinat a una companyia del 12è d'Infanteria Muntada on els seus deures de patrulles li exigien passar moltes hores a cavall. Les ferides de Trenchard encara li causaven dolors, i les cicatrius sagnaven freqüentment.
Posteriorment, aquell mateix any, Trenchard va haver de veure a Herbert Kitchener, llavors el Comandant en Cap. Trenchard tenia la missió de reorganitzar una companyia d'infanteria muntada desmoralitzada, tasca que completà en un mes. Llavors, Kitchener l'envià a D'Aar, a Colònia del Cap, per accelerar l'entrenament del nou cos d'infanteria muntada. De nou el reclamà per tercer cop a l'octubre de 1901, aquest cop per enviar-lo a capturar el Govern Boer que estava a la fuga. Kitchener havia rebut informes de la seva localització i esperava danyar la moral dels comandos Boer enviant un petit grup d'homes per capturar el seu govern. Trenchard va ser acompanyat d'una columna dels anomenats "Boers lleials", dels quals sospitava els motius. Juntament amb Trenchard anaven diversos sotsoficials i 9 guies. Després de cavalcar durant tota la nit, la columna de Trenchard va ser emboscada l'endemà al matí. Trenchard i els seus homes van poder cobrir-se i oferir combat, i després d'ocasionar-los diverses baixes, els emboscadors van fugir. Si bé la seva missió havia fracassat, Trenchard va ser recompensat pels seus esforços sent mencionat als despatxos.
Trenchard passà la resta de l'any realitzant patrulles, i a inicis de 1902 va ser nomenat comandant del 23è Regiment d'Infanteria Muntada. Durant els darrers mesos de la guerra, Trenchard només encapçalà als seus homes al combat en una ocasió. En resposta al robatori de bestiar per part dels Boer, Zulús van travessar la frontera a Transvaal i el 23è hagué d'intervenir. Després dels acords de pau de maig de 1902, Trenchard participà en la supervisió del desarmament dels Boers i després tingué un permís. Al juliol, el 23è hagué de tornar a Middleburg, quatre-centes milles al sud, i després del viatge, Trenchard es dedicà principalment al polo i a l'Hípica. Trenchhard va ser promogut honoríficament a Major a l'agost de 1902.

#### Nigèria
El setembre del 1903, mentre Trenchard era de permís a Anglaterra, considerà les seves opcions de futur. No estava segur sobre si seguir a l'Exèrcit o sobre si dedicar-se a les prospeccions d'or a Transvaal. Després d'una trobada fortuïta amb el Coronel Gilman, que havia estat nomenat per l'Oficina de Guerra per a reclutar oficials per Regiment de Nigèria Meridional, i optà per restar a l'Exèrcit. Després d'una entrevista a Londres amb el General Kemball, Trenchard aconseguí que se li garantís el càrrec d'Adjunt al Comandant del Regiment de la Nigèria Meridional, amb la promesa que seria nomenat per encapçalar totes les expedicions regimentals.
Trenchard arribà a Nigèria a inicis de desembre de 1903, desembarcant al port d'Ubani. Llavors viatjà per tota la costa fins a Calabar, on es presentà a l'oficial comandant, el Coronel Montanaro. Montanaro li digué a Trenchards que no l'acompanyaria fins que s'hagués aclimatat al lloc. Tot i les protestes de Trenchard, Montanaro el deixà enrere. En aquella època, el General Kemball estava a la Costa d'Or, i Trenchard va poder enviar un cable a Kemball amenaçant-lo de tornar al Regne Unit. Kemball contactà amb Sir Ralph Moore, Governador de la Nigèria Meridional, donant-li instruccions perquè Trenchard substituís a Montanaro com a cap de l'expedició. Trenchard enllaçà amb l'expedició a diversos dies de marxa d'Itu. Després d'una breu conversa, Trenchard lliurà les ordres del Governador a Montanaro, que acceptà. Després d'enfrontar-se amb el descontentament d'alguns oficials del Regiment, Trenchard encapçalà l'expedició cap a la zona problemàtica. Alguns dies després, l'expedició de Trenchard contemplà les proves de les morts rituals i va ser emboscat per membres de les tribus Ibo. Després de derrotar els atacants, els homes de Trenchard van ocupar el poblat. L'endemà, el cap de la tribu local i els seus homes van lliurar les armes. Trenchard va fer portar als responsables de les matances rituals per jutjar-los i per combatre les tribus bel·licoses. Algun temps després, 6 caps més amb uns 10.000 homes van rendir les seves armes a l'expedició de Trenchard, formada per uns 250 homes.
Al març de 1904 Trenchard va dirigir-se cap al riu Cross, mentre que una revolta tribal al Camerun alemany estava introduint-se a Nigèria. Trenchard va desfer la revolta a Aparabong, i milers de nadius van rendir les seves armes de foc a la força de Trenchard. Des d'estiu de 1904 fins a finals d'estiu de 1905, Trenchard va actuar com a Comandant del Regiment de Nigèria Meridional. Durant tot aquest temps, Trenchard va portar una ferma disciplina sobre els seus homes. El joc va estar prohibit, l'embriaguesa i la ganduleria van ser castigada i es prenien accions contra els homes capturats amb dones locals.
Amb el nomenament d'un nou oficial comandant Trenchard presentà els seus plans per portar la regió inexplorada a 200 milles al nord-oest de Calabar sota el control britànic. Aquesta regió, situada entre els rius Cross i Níger ocupava una superfície de prop de 1.200 km², amb Bende al sud i Onitsha a l'oest. Poc després, a l'anomenada expedició interior Bende-Onitsha, un metge britànic va ser capturat pels membres de la tribu Ibo, matant-lo i menjant-se'l. Trenchard llavors presentà batalla contra la tribu, derrotant-los amb l'ús de les seves metralladores Maxim. Els caps van tornar el crani i els hosos dels metges, i milers de membres de la tribu Ibo van ser destinats com a treballadors, construint carreteres a través de la jungla. Pel seu servei durant l'expedició Bende-Onitsha, Trenchard va rebre l'Orde del Servei Distingit el 1906.
Cap a finals de l'expedició de 1906 Trenchard va contraure malària, sent enviat a Anglaterra. Al seu retorn a Nigèria, Trenchard esdevingué Comandant i passà el temps redissenyant les casernes a Lagos, on el seu regiment havia destinat alguns mesos abans. També treballà com a agent per Harrods, important mercaderies. Entre novembre de 1907 i la primavera de 1908, Trenchard encapçalà la seva darrera expedició, formada per només 4 oficials, un intèrpret, 25 soldats i 3 metralladores. Durant l'expedició, Trenchard va establir contacte amb la tribu munshi, enviant regals als seus caps. Consegüentment, es construïren carreteres i s'establiren enllaços comercials amb la tribu.

### Anglaterra i Irlanda
A inicis de 1910, Trenchard va caure molt malalt i després de diversos mesos tornà de nou a casa. De tornada a Anglaterra, no es recuperà ràpidament, i probablement la seva convalescència es prolongà per esgotament. No obstant això, a finals de l'estiu va poder portar a la seva família de vacances al West Country.
A l'octubre de 1910, Trenchard va ser destinat a Derry, on el Segon Batalló dels Fusellers Reials Escocesos estava aquarterat. Allà, Trenchard temporalment va ser degradat de tinent coronel a major, sent fet comandant de companyia. Com abans, Trenchard es dedicà al polo i a la cacera. Trobant avorrida la vida de regiment en temps de pau, intentà reorganitzar l'organització administrativa dels oficials, de la qual cosa se'n ressentí. Trenchard també topà amb el seu comandant, el Coronel Stuart, que li digué que la ciutat era massa petita per a ells dos.

### L'Escola de Vol

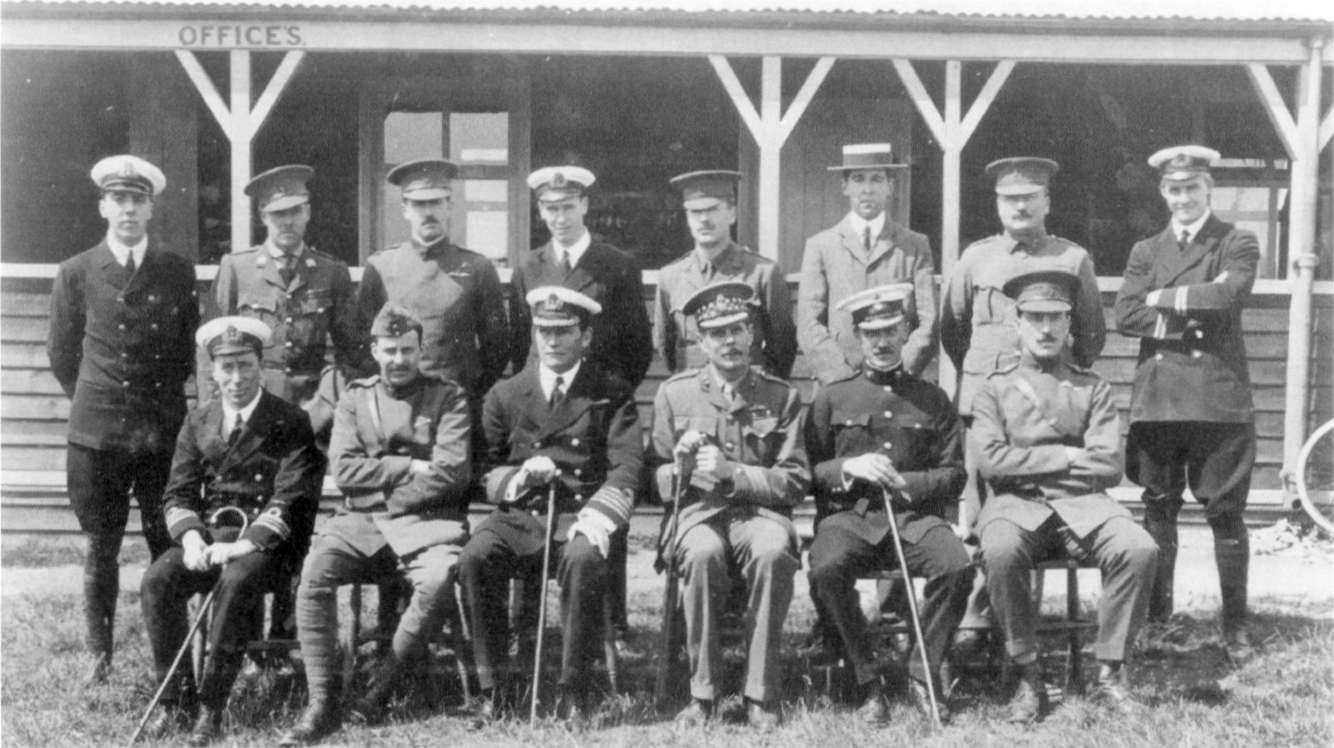
L'Estat Major de l'Acadèmia Central de Vol el gener de 1913. Trenchard és el tercer des de la dreta, al davant

Durant la seva estada a Irlanda, Trenchard rebé una carta del capità Eustace Loraine, dient-li que havia d'aprendre a volar. Loraine i Trenchard havien estat amics a Nigèria, i després de la seva tornada a Anglaterra, Loraine havia après a volar. Després d'alguns esforços, Trenchard aconseguí que el seu comandant li concedís 3 mesos de permís per rebre l'entrenament de vol. Trenchard arribà a Londres el 6 de juliol de 1912, just per assabentar-se'n que el Capità Loraine havia mort en un accident de vol el dia abans. Amb 39 anys, Trenchard estava al llindar de l'edat màxima pels estudiants a pilot militar (40 anys) a l'Acadèmia Central de Vol, motiu pel qual no ho posposà.
Quan arribà a l'acadèmia d'aviació de Thomas Sopwith, li digué a aquest que només tenia 10 dies per aconseguir el certificat d'aviador. El 31 de juliol Trenchard tingué èxit volant sol. El curs havia costat, incloent-hi un curs teòric de 2 setmanes i mitja i 64 minuts a l'aire. Tot i que Copeland Perry, instructor de Trenchard, advertí que volar amb ell "no havia estat senzill", reconegué que "Trenchard havia estat un alumne modèlic".
Trenchard arribà a Upavon, on estava situada l'acadèmia de vol, sent assignat amb Arthur Longmore. El mal temps retardà a Longmore poder avaluar al seu nou alumne i, abans que el temps millorés, el Comandant de l'Acadèmia, Capità Godfrey Paine RN, havia destinat a Trenchard a l'estat major permanent. Part dels nous deures de Trenchard incloïen els d'examinador de l'Acadèmia, atorgant-se ell mateix les seves ales. L'habilitat volant de Trenchard encara deixava molt a desitjar, i Longmore descobrí ben aviat les deficiències del seu pupil. Durant les setmanes següents, Trenchard passà moltes hores millorant la seva tècnica de vol. Després que Trenchard hagués finalitzat el seu curs de vol, va ser nomenat oficialment instructor. No obstant això, era un pilot just i no va dedicar-se a la docència, sinó que es dedicà a tasques administratives. Com a membre de l'estat major, va treballar organitzant l'entrenament i establint procediments. Va ser durant aquest temps que adquirí el malnom de "Boom", tant per la seva pronúncia o pel seu baix to de veu.
El setembre del 1912, Trenchard actuà com a observador aeri de les maniobres de l'exèrcit. Les seves experiències li van desenvolupar la comprensió de la utilitat militar del vol. Al setembre següent, Trenchard va ser nomenat Comandant Assistent i promogut a Tinent Coronel. De nou es trobà amb Winston Churchill, que llavors era Primer Lord de l'Almirallat i estava aprenent a volar a Eastchurch i a Upavon. Trenchard tenia una opinió desfavorable de l'habilitat de Churchill com a pilot.

### La Primera Guerra Mundial

#### Oficial Comandant de l'Ala Militar
Amb l'esclat de la I Guerra Mundial, Trenchard va ser nomenat Comandant de l'Ala Militar del Royal Flying Corps, substituint al Tinent Coronel Sykes. Aquest nomenament el posà al capdavant del Royal Flying Corps al Regne Unit, amb el seu quarter general a Farnborough. Els nous deures incloïen proveir de nous reemplaçaments i crear nous esquadrons pel servei al continent. En un inici, es marcà l'objectiu de 12 esquadrons. No obstant això, el Director Assistent de l'Aeronàutica Militar, Sefton Brancker, suggerí que potser n'haurien de ser 30, i finalment Lord Kitchener ho incrementà fins a 60.
A inicis d'octubre de 1914, Kitchener va fer que Trenchard l'anés a veure i que li proveís de seguida d'un esquadró preparat pel combat. L'esquadró es destinaria a donar suport a les forces navals i terrestres amb l'objectiu d'evitar les maniobres de flanqueig durant la Cursa cap al mar. El 7 d'octubre, només 36 hores després, el 6è Esquadró volava cap a Bèlgica, sent el primer dels diversos esquadrons desplegats.
Posteriorment a l'octubre, tingué lloc un pla detallat per a una reorganització de l'estructura de comandament del Cos Volant. El General David Henderson oferí a Trenchard el comandament de la 1a Ala de la RAF, de propera creació. Al mes següent, l'Ala Militar va ser abolida, i les seves unitats amb seu al Regne Unit van ser reagrupades com l'Ala Administrativa. El comandament de l'Ala Administrativa va ser atorgat al Tinent Coronel E.B. Ashmore.

#### Comandant de la Primera Ala
Trenchard va prendre el comandament de la 1a Ala al novembre de 1914, establint el seu quarter general a Merville. A la seva arribada, descobrí que Sykes havia de substituir a Henderson com a Comandant del RFC, convertint-lo en el superior immediat de Trenchard, sent la relació d'ambdós difícil. La incomoditat de Trenchard va fer-se palesa quan, al desembre de 1914, Kitchener ordenà que Henderson tornés al comandament del RFC al camp de batalla. La 1a Ala consistia en els esquadrons 2n i 3r, i volà en suport del 4t Cos d'Exèrcit i del Cos Indi. Quan el 1r Exèrcit del General Douglas Haig arribà al desembre, la 1a Ala es dedicà a donar-li suport.
A inicis de gener de 1915, Haig convocà a Trenchard perquè li expliqués que es podria aconseguir a l'aire. Durant la reunió, Haig li comentà a Trenchard els seus plans per atacar a la regió de Merville/Neuve-Chapelle al març. Després del reconeixement fotogràfic aeri, els plans es retocaren al febrer. Durant la batalla de Neuve Chapelle, el RFC (incloent-hi la 1a Ala) donà suport a l'ofensiva terrestre. No obstant això, el bombardeig aeri va tenir poc efecte i l'artilleria arruïnà la informació aportada pels aviadors del RFC. Abans de les ofensives de Haig a Ypres i Artois a l'abril i maig, les tripulacions de Trenchard van realitzar sortides de reconeixement sobre les línies alemanyes. Tot i la informació detallada que això atorgava i la millora de la cooperació entre l'artilleria i els aviadors, les ofensives van quedar inacabades. Al final dels combats, Henderson oferí a Trenchard el càrrec de Cap d'Estat Major; però aquest declinà l'oferiment, ja que no volia aturar la seva promoció a coronel al juny de 1915.

#### Comandant del Royal Flying Corps
A l'estiu de 1915, Henderon decidí que malgrat les seves preferències, es necessitava que a l'Oficina de Guerra hi hagués un general amb coneixement tècnic i experiència recent de guerra per discutir sobre els recursos necessaris per al RFC. Sent l'únic candidat disponible, Henderson preparà el seu retorn a la Gran Bretanya i recomanà que el seu successor fos Trenchard. Kitchener aprovà immediatament la recomanació, i el 25 d'agost de 1915, Trenchard va ser promogut a General de Brigada i nomenat Oficial Comandant del RFC al Camp. Com a Comandant del Cos Aeri, Trenchard estava més involucrat en els detalls de les tasques dels seus comandants d'ala i esquadró del que ho havia estat Henderson. Trenchard instigà controls més estrets en el programa d'entrenament tàctic del Flying Corps, exigint als seus pilots una postura més agressiva. Durant aquest temps, Trenchard va estar molt ajudat pel seu aide-de-camp, Maurice Baring.
A finals de setembre de 1915, Trenchard supervisà la contribució del Flying Corps a la batalla de Loos. La millora de la cooperació artillera i les comunicacions aire-terra van portar bons resultats pels britànics. A més, la batalla és significativa perquè va tenir-hi lloc la primera operació amb èxit de bombardeig tàctic a la història de l'aviació militar duta a terme pel Flying Corps. Malgrat això, la batalla quedà inconclusa i Trenchard havia esperat que els seus aviadors podrien haver aconseguit més.
En la tardor de 1915, el Flying Corps hagué d'encarar una nova dificultat, l'anomenada: "Fokker Scourge". Els nous Fokkers, amb l'equipament sincronitzat que permetia a la metralladora disparar a través de l'hèlix sense fer malbé les aspes va desfasar immediatament tots els avions britànics. Trenchard lluità per mantenir la superioritat aèria, i les pèrdues del Flying Corps excedirien els reemplaçaments. Amb la campanya terrestre enmig d'un període d'activitat limitada, Trenchard retirà el suport aeri a les operacions terrestres. Si bé les millores tecnològiques seguien sent encapçalades pels alemanys, els avions de Trenchard van experimentar millores notables, com la introducció de la metralladora Lewis als biplans BE, i a mitjans de 1916, el Flying Corps va rebre nous avions per a respondre els atacs dels Fokker. Al desembre, Haig substituí a Sir John French com a Comandant del Cos Expedicionari Britànic, i el duet Haig-Trenchard aquest cop funcionà al màxim nivell.

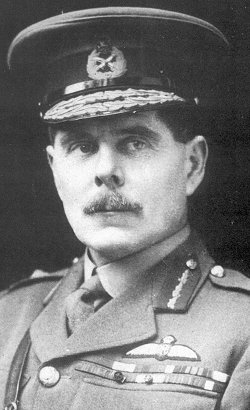
Trenchard amb l'uniforme del Royal Flying Corps

A les primeres etapes de la batalla de Verdun el 1916, Trenchard subministrà canons Lewis i munició al Servei Aeri Francès, que estava sota el comandament de Paul-Fernaud du Peuty. Posteriorment, durant la batalla, de Peuty canvià d'una posició aèria defensiva a una d'ofensiva, en part gràcies a la postura de Trenchard. Al març, amb l'expansió del Flying Corps, Trenchard va ser promogut a Major General.
Poc abans de la batalla del Somme, Trenchard ordenà que s'havien de portar a terme vols de reconeixement i que els globus aerostàtics d'observació alemanys havien de passar a ser objectius. A l'alba de la batalla, Trenchard havia situat 105 avions a la rereguarda del Quart Exèrcit i amb l'inici de la batalla, Trenchard llançà els seus esquadrons sistemàticament al combat. El bombardeig de baix nivell va ser la tasca principal dels avions participants i bastants van ser abatuts. Malgrat les pèrdues, a mitjans d'agost, el Flying Corps obtingué la supremacia aèria als cels sobre el Somme. Car això, al setembre de 1916 les possibilitats del col·lapse alemany eren remotes i Trenchard temé que el Flying Corps, que estava en un estat debilitat, fos vulnerable davant la recuperació alemanya a l'aire. Trenchard demanà noves lleves tant a l'Oficina de Guerra com a l'Almirallat, però aquests trigaren a arribar. A mitjans de setembre, el Servei Aeri Alemany s'havia reforçat i els britànics patiren més baixes. El Flying Corps començà a fracassar en la seva missió d'oferir un acurat suport a l'artilleria i fins que a finals d'octubre no rebé un esquadró naval de Dunkerque, els britànics seguiren febles a l'aire.
Després de la conclusió de la Batalla del Somme, el Flying Corps romangué en un estat de feblesa per tot el Front, tot i que seguiren lluitant amb els del Servei Aeri Alemany. El novembre de 1916, Haig, a causa de les demandes urgents de Trenchard, buscà 20 esquadrons de caces i, al desembre, Trenchard viatjà fins a Londres per demanar personalment més. Fracassant en les seves peticions, va escriure repetidament a Henderson i Brancker, rebent una severa reprimenda quan es dirigí directament al President del Comitè de l'Aire, Lord Cowdray.
Mentre que l'hivern donava un respir a la lluita a l'aire, al març de 1917, juntament amb un temps millor, arribà una nova ofensiva aèria alemanya. Trenchard va veure's obligat a retallar la seva activitat ofensiva al mínim tot i que seguí oferint suport a la infanteria britànica mentre que lentament avançaven cap a la Línia Hindenburg. A l'abril, el Flying Corps donà suport tan bé com va poder la Batalla d'Arràs, enfrontant-se ferotgement als alemanys al cel. A causa de tot això, entre març i maig perdé 1.270 avions, que units a la crisi de producció a la Gran Bretanya gairebé comporta la destrucció del Flying Corps.
A mitjans de 1918, la feina de William Weir al capdavant de la producció aeronàutica britànica començaren a donar els seus fruits. El nous S.E.5s, Bristols i de Havilland 4 permeteren al Flying Corps dominar l'espai aeri abans i durant la batalla de Messines, i tot i que les seves reserves eren baixes, ja podien començar a planejar la nova ofensiva prevista per Haig a Ypres.

##### Bombardeigs sobre Londres
Al juny de 1917, l'atac Gotha sobre Londres portà la por sobre l'opinió pública, i Trenchard va haver d'anar a veure el Primer Ministre, Lloyd George. Trenchard esbossà la situació general a l'aire i oferí recomanacions per a l'acció. Lloyd George insistí a bombardejar als alemanys, però Trenchard ho veié com un acte de venjança i es resistí; però quan tornà a França, comença a treballar en els preparatius per una campanya de bombardeig estratègic sobre els alemanys. El Servei Aeri Alemany afeblia l'estat britànic a França, bombardejant les ciutats, les trinxeres i els dipòsits de munició. Els comandants de cos britànics llavors començaren a pressionar a Trenchard perquè la protecció aèria fos la seva màxima prioritat, només per trobar-se el rebuig d'aquest, ja que ara el seu objectiu principal era el bombardeig i l'exploració de la rereguarda alemanya en preparació per a la propera ofensiva de Haig.
Després que Londres fos bombardejat per segona vegada, el Govern encarregà al General Jan Smuts que investigués els preparatius per dirigir els serveis aeris birànic. El seu informe va ser presentat a l'agost de 1917 i recomanava la creació d'una força aèria independent que fos dirigida pel seu propi ministeri. Trenchard rebé una còpia avançada de l'informe i es mostrà disconforme. Segons el seu punt de vista, el trastorn que ocasionaria barrejar els dos serveis aeris i particularment la creació d'un ministeri separat retardaria la tasca vital que els tenia ocupats llavors.
Entre el 28 de setembre i l1 d'octubre, els Zeppelins i els Gothas alemanys van tornar a bombardejar Londres. El Gabinet britànic volia acció immediata i Trenchard hagué d'abandonar França un cop mes. A la seva arribada a Londres, Trenchard informà el govern que el seu primer aeroport per bombarders estava a punt, i Lloyd George demanà que els bombardeigs comencessin com més aviat millor. La visita a la capital també va ser aprofitada per reunir-se amb Smuts i discutir sobre el futur dels serveis aeris. Trenchard mostrà la seva preocupació, en especial perquè els plans per a una futura força aèria es basaven principalment en unes xifres irreals de la producció aeronàutica.

##### El bombardeig estratègic de la indústria alemanya
L'11 d'octubre, els bombarders anglesos van arribar a Ochey per formar la 41a Ala, sota la comandància del tinent coronel Cyrill Newall. Els preparatius per iniciar missions de bombardeig van començar només 6 dies després. La foneria Burbach va ser tocada, així com diversos edificis i línies ferroviàries. Una setmana després, l'Ala 41 realitzà el primer bombardeig nocturn de llarga distància. La campanya de bombardeig s'estengué durant el novembre, fins que arribà el clima hivernal.
A Londres, el valor de la propaganda dels atacs era el que preocupava més al Govern i s'encarregà a Trenchard que ho comandés i organitzés tot al màxim nivell. A Trenchard no li agradava el fet d'haver de conduir una campanya només per objectius polítics, tot i que tenia llibertat d'acció. Més específicament, ell volia concentrar les seves forces en donar suport a les accions de l'Exèrcit més que no pas dividir els seus avions entre dues campanyes de bombardeig.

#### Cap de l'Estat Major de l'Aire (primer nomenament)
Després que l'Acta de la Força Aèria rebé el vistiplau reial el 29 de novembre de 1917, seguí un període de maniobres i d'especulació sobre qui se'n faria càrrec dels nous càrrec de Ministre de l'Aire, Cap de l'Estat Major de l'Aire i d'altres càrrecs superiors que haurien de ser creats. Trenchard va haver de tornar de França, travessant el canal amb un destructor el matí del 16 de desembre. Cap a les 15:00, Trenchard es trobà amb el magnat de la premsa Lord Rothermere, qui recentment havia estat nomenat Ministre de l'Aire. Rothermere li oferí el càrrec de Cap de l'Estat Major de l'Aire, i abans que Trenchard pogués respondre, Rothermere li explicà que el seu suport li seria útil, perquè estava a punt de llançar una campanya de premsa contra Sir Douglas Haig i Sir William Robertson, el Cap de l'Estat Major Imperial. Trenchard rebutjà l'oferiment, perquè sentia una lleialtat personal cap a Haig, així com antipatia cap a la intriga política. Rothermere i el seu germà, Lord Northcliffe, que també estava present en la reunió, van passar 12 hores debatent amb Trenchard. Els germans van senyalar el fet que, si Trenchard rebutjava, ho farien servir per atacar a Haig amb la falsa premissa que Haig havia rebutjat alliberat a Trenchard. Trenchard defensà la política de Haig d'atacs constants, preguntant-los si preferien estar a la defensiva i que, ell mateix també mantenia una postura ofensiva. Al final, Trenchard acceptà el càrrec a condició que primer se li permetés consultar-ho amb Haig. Després de reunir-se amb ell, Trenchard va escriure a Rothermere per acceptar el càrrec.
Durant el mes de desembre, Trenchard seguí com a Comandant del Royal Flying Corps al camp, passant el Nadal al seu quarter general de St. Omer. Va discutir-se molt sobre el fet si Trenchard podria continuar sent el Comandant del Royal Flying Corps al camp a l'hora que era Cap de l'Estat Major de l'Aire. Al final, s'acabà decidint que aquesta combinació no seria gens pràctica i Trenchard va ser succeït a càrrec seu a França pel Major-General John Salmond.
Amb els honors de Cap d'Any, Trenchard va ser nomenat Cavaller Comandant de l'Orde del Bany i nomenat oficialment Cap de l'Estat Major de l'Aire en el recentment format Consell de l'Aire. Durant el seu primer mes al Ministeri de l'Aire, Trenchard estigué en desacord amb Rothermere en diversos temes. En primer lloc, per la tendència de Rothermere en disgregar als seus consellers professionals en favor d'experts aliens irrità a Trenchard. En segon lloc, Rothermere insistí que Trenchard demanava tants homes com fos possible per a la RAF encara que poguessin ser millor usats en altres serveis. I finalment i més significatiu, estaven en desacord sobre el millor ús futur de la potència aèria (que Trenchard veia com a vital en prevenir un punt mort com el que s'estava donant al Front Occidental). Malgrat les seves diferències amb en Rothermere, Trenchard va poder portar a terme plans del Royal Flying Corps  i del Royal Naval Air Service. No obstant tot això, Trenchard i Rothermere cada cop estaven més allunyats, i s'arribà al punt més baix en les seves relacions quan Trenchard descobrí que Rothermere havia promès a la Royal Navy 400 avions que no existien. El 18 de març, Trenchard i Rothermere van intercanviar-se cartes, en la que Trenchard expressava la seva decepció i Rothermere li replicava. L'endemà, Trenchard envià una carta amb la seva dimissió, davant la qual Rothermere li demanà que es quedés, però només ho feu fins a l'1 d'abril, quan amb el naixement oficial de la Royal Air Force.
Després que els alemanys superessin el Cinquè Exèrcit britànic el 21 de març, Trenchard ordenà que totes les reserves disponibles d'avions, motors i tripulants fossin immediatament transferides a França. Els informes que van arribar a Trenchard advertien que les concentracions de les màquines del Flying Corps estaven aturant els avanços alemanys. El 5 d'abril, Trenchard tornà a França, inspeccionà els esquadrons i es posà al dia sobre la situació de la guerra a l'aire. Al seu retorn, Trenchard informà Lloyd George i a diversos ministeris sobre l'activitat aèria i la situació en general.
El 10 d'abril, Rothermere informà Trenchard que el Gabinet de Guerra havia acceptat la seva dimissió i se li oferí la seva anterior feina a França. Trenchard ho rebutjà afirmant que substituir a Salmnond enmig de la batalla seria danyí. Tres dies després, el Major-General Frederick Sykes substituí a Trenchard com a Cap de l'Estat Major de l'Aire. El dilluns següent, Trenchard va ser cridat al Palau de Buckingham, on e Rei Jordi escoltà els motius pels quals Trenchard havia dimitit. A continuació, Trenchard va escriure al Primer Ministre informant-lo dels fets del seu cas i assenyalant el fet que, en el curs dels successos, Rothermere havia fet palesa la seva intenció de dimitir també. La carta de Trenchard va circular pel Govern, alhora que la competència de Rothermere com a Ministre de l'Aire va començar a ser posada en tela de judici per Lloyd George. Rothermere, adonant-se de la seva situació, oferí la seva dimissió, la qual es publicà el 25 d'abril.

#### Servei entre nomenaments
Durant les setmanes que seguiren a la seva dimissió, Trenchard va estar sense cap paper i va mantenir un perfil baix, evitant la premsa i sense fer comentaris públics. El nou ministre de l'aire, Sir William Weir, li va oferir 3 feines diferents. Trenchard rebutjà un nou càrrec proposat que li donaria un comandament de les operacions de bombardeig des de Londres, adduint que la responsabilitat era de Newall, sota la direcció de Salmond. També rebutjà el càrrec de coordinador general de la política aèria anglo-americana i el d'Inspector General de la RAF a ultramar. Weir oferí a Trenchard el càrrec de comandant de totes les unitats de la Força Aèria a l'Orient Mitjà o el d'Inspector General de la RAF. Trenchard donà molts motius per no acceptar cap dels càrrecs, que opinava que havien estat creats de manera artificial, o que eren de poca vàlua. El 8 de maig, Trenchard estava assegut a un banc a Green Park, i escoltà com un oficial naval li deia a un altre "No sé per què el Govern hauria de complaure a un home que retira la mà a mitja batalla. Si em trobés amb en Trenchard, li dispararia un tret". Després d'anar cap a casa seva, Trenchard va escriure a Weir per acceptar el comandament de la Força Aèria Independent, llavors encara sense formar.
Després d'un període que va ser oficialment anomenat de deures especials a França, Trenchard va ser nomenat Comandant en Cap de la Força Aèria Independent el 15 de juny, amb el seu quarter general a Nancy. La Força Aèria Independent continuà la tasca de la VIII Brigada, de la qual provenia, portant a terme intensos bombardeigs estratègics sobre les línies ferroviàries, camps d'aviació i centres industrials alemanys. Inicialment, el general francès Ferdinand Foch rebutjà el reconeixement a la Força Aèria Independent perquè causava diverses dificultats de tipus logístics. Aquests problemes van quedar resolts després d'una trobada entre Trenchard i el General de Castelnau, que discutiren sobre l'estatus de la Força Aèria Independent i no van bloquejar els altament necessaris subministraments. Trenchard també millorà les relacions entre la Força Aèria Independent i Servei Aeri America, oferint-los un avançat tutelatge en tècniques de bombardeig als aviadors americans.
El setembre del 1918, la Força Aèria de Trenchard donà suport indirectament al Servei Aeri Americà durant la batalla de Saint-Mihiel, bombardejant els aeroports, dipòsits de subministraments i línies ferroviàries alemanyes. La cooperació propera de Trenchard cap als americans i els francesos va quedar formalitzada quan el seu comandament passà a anomenar-se Força Aèria Independent Inter-Aliada a finals d'octubre de 1918. Quan al novembre arribà l'armistici, la Força Independent es dissolgué i Trenchard tornà els seus esquadrons al comandament de Salmond. Trenchard abandonà França a mitjans de novembre, tornant al Regne Unit per prendre unes vacances.

### Període d'entreguerres

#### Motí de l'Exèrcit a Southampton
Després de dos mesos a la llista d'inactius de la RAF, Trenchard es reincorporà a mitjans de gener de 1919 quan Sir William Robertson, el Comandant en Cap de les Forces a Anglaterra li demanà que es fes càrrec del motí de 5.000 soldats a Southampton. Vestit amb un uniforme de general de l'Exèrcit, arribà a Southampton amb dues persones més (el seu clergue i Maurice Baring, el seu ajudant). Trenchard inicialment provà de parlar amb els amotinats, però aquests se'n mofaren; i aquests no es rendiren fins que no arribaren tropes armades a la ciutat i Trenchard els amenaçà de fer servir la força. Finalment no va haver-hi vessament de sang.

#### Cap de l'Estat Major de l'Aire (segon nomenament)

##### Reanomenament i malaltia
A inicis de 1919, Churchill va ser nomenat Secretari d'Estat de la Guerra i Secretari d'Estat de l'Aire. El govern va considerar dissoldre la RAF, tot i que Churchill no s'hi va posar de seguida a la feina perquè els problemes de desmobilitzar l'exèrcit l'ocuparen inicialment. En aquells moments, Churchill es decidí fermament a favor de mantenir la Força Aeri. Reagafant la recomanació de l'anterior Secretari d'Estat de l'Aire sobre Trenchard com un líder fort, i davant el descontentament amb el llavors Cap, el Major General Frederick Sykes, Churchill començà a ponderar la possibilitat que Trenchard ocupés el càrrec. L'actuació de Trenchard a Southampton també li portà el favor de Churchill.
Durant la primera setmana de febrer, Trenchard va ser cridat a Londres mitjançant un telegrama oficial. A l'Oficina de Guerra, Trenchard es trobà amb Churchill, que li demanà que tornés com a Cap de l'Estat Major de l'Aire. Trenchard li replicà que no ho podria fer mentre que Sykes ocupés el càrrec. Després que Churchill l'indiqués que Sykes seria nomenat Controlador de l'Aviació Civil i que seria rebria la Gran Creu de l'orde de l'Imperi Britànic, Trenchard estigué d'acord a considerar l'oferta. Churchill, que no volia deixar les coses penjades, li demanà a Trenchard que li passés un esborrany per escrit amb les seves idees per reorganitzar el Ministeri de l'Aire. Després d'alguna reunió més amb Churchill, Trenchard va assumir oficialment el càrrec de Cap de l'Estat Major de l'Aire el 31 de març de 1919.
La major part del març, Trenchard va ser incapaç de fer gaires coses, ja que va ser víctima de la pandèmia de la Gran pandèmia de Grip de 1918. Durant aquell període va ser visitat per Katherine Boyle (nascuda Salvin), la vídua del seu amic i company oficial James Boyles, a la que coneixia de la seva època a Irlanda. Quan Trenchard es recuperà, proposà matrimoni a Boyle, però aquesta rebutjà la seva oferta. Seguien en contacte i quan li proposà matrimoni de nou, ella acceptà. El 17 de juliol de 1920, Hugh Trenchard es casà amb Katherine Boyle a l'església de St. Margarida de Westminster.

##### Establiment de la RAF i la lluita per la supervivència
Durant l'estiu de 1919, Trenchard treballà per completar la desmobilització de la RAF i establir unes bases per temps de pau. Era una gran tasca, ja que la RAF havia de passar dels 280 esquadrons existents a només 28. També va ser en aquesta època quan es decidiren els títols de rang de la RAF, malgrat certa oposició des d'alguns membres del Consell de l'Exèrcit. El mateix Trenchard passà de ser major general a ser Vicemariscal de l'Aire, i promogut a Mariscal de l'Aire uns dies després.
En la tardor de 1919, els efectes pressupostaris del Mandat dels 10 anys causaren dificultats a Trenchard mentre que provava de desenvolupar les institucions de la RAF. Va haver de discutir contra el punt de vista que l'Exèrcit i la Marina haurien de proveir tots els serveis i d'educació, deixant a la RAF només les tasques d'entrenament de vol. Trenchard veia això com un punt de partença perquè desenvoluparia un esperit de l'aire. Després de convèncer a Churchill, Trenchard va supervisar la fundació de l'Acadèmia de Cadets de la RAF a Cranwell, sent la primera acadèmia militar de l'aire de tot el món. El 1920, Trenchard inaugurà l'Aprenentatge Aeronàutic, esquema que proveiria a la RAF de personal de terra especialitzat durant 70 anys. El 1922 es creà l'Acadèmia d'Estat Major de la RAF a Andover, per proveir d'entrenament específic per als oficials de rang mitjà de la RAF.
A finals de 1919, Trenchard va ser fet baronet, amb una pensió de £10,000. si bé això li donava una seguretat financera, el futur de la RAF estava lluny d'estar assegurat. Trenchard jutjava que l'amenaça principal venia del nou Primer Lord del Mar, almirall Beatty. Mirant de mantenir la iniciativa, Trenchard aconseguí trobar-se amb Beatty a mitjans de desembre. Trenchard, argumentat que l'aire és un i indivisible, presentà una força aèria amb el seu propi paper estratègic que també controlava esquadrons de cooperació amb l'exèrcit i la marina. Beatty no acceptà els arguments de Trenchard, però aquest aconseguí una moratòria de 12 mesos per posar en acció els seus plans.
Durant l'inici de la dècada dels 20, l'existència independent de la RAF i el seu control de l'aviació naval van ser subjecte d'una sèrie de revisions governamentals. L'informe Balfour de 1921, la Destral de Geddes de 1922 i el Comitè Salisbury de 1923 aprovaren el funcionament de la RAF, tot i l'oposició del Parlament i el grup de pressió de l'Almirallat. En cada ocasió, Trenchard i els seus oficials d'Estat Major treballaren per mostrar que la RAF era un bon valor pels diners i que era necessària per a la seguretat estratègica a llarg termini del Regne Unit.
Trenchard també volia assegurar el futur de la RAF trobant un paper de combatent de guerra pel nou servei. El 1920 argumentà amb èxit que la RAF hauria de prendre el lideratge durant l'operació per restaurar la pau a Somalilàndia. L'èxit d'aquesta operació de petita escala permeté a Trenchard posar la RAF a disposició de la política de l'Imperi Britànic, i el 1922, la RAF rebé el comandament de totes les forces britàniques a l'Iraq. La RAF també actuà a la provincia fronterera del Nord-oest índia. Despertant controvèrsies, a inicis de 1920, va escriure que la RAF també podria sufocar "disturbis industrials o revoltes" a les mateixes illes britàniques. La idea va disgustar a Churchill, que li digué a Trenchard que no li tornés a referir aquella proposta mai més.

##### Darrers anys com a Cap de l'Estat Major de l'Aire

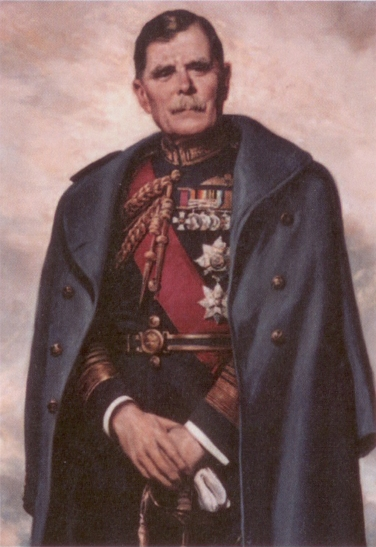
Trenchard com a Mariscal de la RAF, amb l'uniforme de gala i l'abric

A finals de 1924, la creació de la reserva de la Força Aèria, sota el nom de Força Aèria Auxiliar, volia dir que Trenchard era capaç d'expandir la força de la RAF, i en els dos anys següents es crearen 25 esquadrons auxiliars. Va ser durant aquest període que supervisà la introducció de l'esquema per fer oficials de servei curt, que es demostrà útil per proveir els comandaments dels nous esquadrons. Trenchard també treballà en l'esquema dels Esquadrons Universitaris de l'Aire, i el 1925, els 3 primer esquadrons provinents d'allà van formar-se a Cambridge, Londres i Oxford.
Des d'inicis de la dècada dels 20, Trenchard havia donat suport al desenvolupament de la bomba volant, i el 1927, es provà amb èxit un prototipus (el "Larynx"). Però els costos de desenvolupament no eren insignificants, i el 1928, quan Trenchard demanà més fons, el Comitè de la Defensa Imperial i el Gabinet decidiren abandonar els projecte. Després del fracàs britànic en no guanyar el Schneider Trophy el 1925, Trenchard s'assegurà que es disposessin de les finances necessàries per a l'equip de la RAF i es creà el Grup d'Alta Velocitat per a la competició de 1927. Després de la victòria britànica el 1927, Trenchard continuà fent servir fons del Ministeri de l'Aire per donar suport a la cursa, incloent-hi l'adquisició de dos Supermarine S.6, amb els que guanyà la cursa de 1929. Tot i les dues victòries britàniques consecutives, Trenchard va ser criticat al Tresor pels diners gastats.
L'1 de gener de 1927, Trenchard va ser promogut a Mariscal de la Reial Força Aèria, sent el primer a arribar al màxim rang de la RAF. Durant l'any següent, Trenchard començà a pensar que ja havia fet tot el que podia fer com a Cap de l'Estat Major de l'Aire i que havia de deixar pas a algú més jove. Presentà la seva dimissió a finals de 1928, encara que no li va ser inicialment acceptada. Paral·lelament, mentre que Trenchard considerava el seu futur, la Legació Britànica i diversos cossos diplomàtics europeus a Kabul van quedar aïllats del món a causa de la guerra civil a l'Afganistan. Després que arribés la notícia a Londres, el Secretari d'Exteriors Austen Chamberlain va anar a trobar a Trenchard, que l'informà que la RAF podria rescatar als civils. El Pont Aeri de Kabul s'inicià la Nit de Nadal i trigà unes sis setmanes a rescatar a unes 600 persones.
Trenchard seguí com a Cap de l'Estat Major de l'Aire fins a l'1 de gener de 1930. Immediatament després d'abandonar el càrrec, va ser nomenat Baró de Wolfeton, al comtat de Dorset, accedint a la Cambra dels Lords i sent el primer membre de la RAF que era ennoblit.

#### Comissionat Metropolità de Policia
Després que Trenchard es retirés de la RAF, treballà com a director de la Goodyear, desapareixent de la vida pública. Però al març de 1931, Ramsay MacDonald demanà a Trenchard que ocupés el càrrec de Comissionat Metropolità de Policia, petició que Trenchard declinà. MacDonald es mostrava preocupat per l'estat de la policia, i Trenchard era vist com un militar de fèrria voluntat. A l'octubre, la crisi política resultant de la Gran Depressió va fer que MacDonald li tornés a oferir el càrrec, acceptant Trenchard en aquesta ocasió.
Una de les primeres reformes va ser l'abolició del sistema de cops programat i, el 1933, instigà canvis per a la millora de les residències de policia, conegudes com a cases de secció. Al maig de 1932 es publicà el seu primer informe anual, en el que proposava diversos canvis i indirectament entrava en la pregunta sobre la disponibilitat de la policia en una gran emergència. Després de reaccions contràries a la premsa i de diverses preguntes al parlament, el Secretari d'Interior Sir John Gilmour afirmà que seria publicat com a Llibre Blanc, donant als parlamentaris una oportunitat per discutir-lo. En molt poc temps, el llibre blanc va ser una Llei del Govern. Les dues primeres clàusules, que proposaven incrementar el nombre de comissionats assistents de 4 a 5 i disminuir l'edat de retir per a oficials superiors no tingué massa controvèrsia. Això no obstant, les clàusules que posaven limitacions per pertànyer a la Federació de Policia van ser molt debatudes, sent qualificades de feixistes pels polítics de l'esquerra. A més, la proposta d'introduir uns terminis de 10 anys de treball per a alguns nous policies va tenir una considerable oposició.
Potser l'èxit de Trenchard que més s'estengué en el temps va ser la creació de l'Escola de Policia de Hendon. No gaire després del seu nomenament, Trenchard decidí que el reclutament i els mètodes de la Policia Metropolitana no conduïen al desenvolupament de caps superiors per a la policia. Va imaginar una Acadèmia Metropolitana de Policia que pogués ajudar a produir aquests líders entrenant als millors d'entre els oficials, de la mateixa manera com es reclutava a gent per l'exèrcit originaris dels instituts i les universitats. Trenchard també volgué crear un nou rang de policia d'inspector júnior pels graduats de Hendon, previ a assolir el rang d'Inspector. Si bé els plans de Trenchard van rebre crítiques perquè eren un pas cap a la militarització del cos, l'Escola de Hendon s'inaugurà el 1934 (actualment ofereix l'entrenament inicial als cadets de la policia). El novembre de 1935, Trenchard abandonà la Policia Metropolitana, si bé havia volgut dimitir l'any anterior. Li va succeir el Vicemariscal de l'Aire sir Philip Game, a qui Trenchard havia nominat com el seu successor preferit.

#### Darrers anys d'entreguerres
Durant el seu temps com a Comissionat de la Policia Metropolitana, Trenchard seguí mantenint un interès viu cap als afers militats. El 1932, va disgustar al Govern presentant un escrit privat que no se li havia demanat on resumia la seva idea per a la defensa aèria de Singapur. Les seves idees van ser rebutjades i el Secretari del Govern, Maurice Hankey, president del Comitè de la Defensa Imperial, va enfadar-se per la intervenció de Trenchard. Posteriorment, aquell mateix any, quan el govern estava considerant la idea d'un tractat internacional segons el qual es prohibirien els bombarders, Trenchard va escriure al Govern fent pública la seva oposició a la idea. Finalment, la idea s'abandonà.
Trenchard va desenvolupar una opinió negativa de Hankey, a qui veia més interessat a mantenir l'animositat entre els caps del servei que haver-se d'enfrontar amb les mancances de les defenses britàniques. Trenchard començà a parlar en privat contra Hankey a qui, pel seu costat, tampoc li agradava en Trenchard. El 1935, Trenchard començà a moure's per aconseguir la destitució de Hankey, basant-se en el fet que la seguretat de la nació estava en dubte. Després d'abandonar la Policia Metropolitana, Trenchard era lliure per parlar públicament. Al desembre d'aquell any va escriure al Times que el Comitè de la Defensa Imperial hauria de posar-se sota la presidència d'un polític. Hankey va respondre acusant-lo d'intentar que el fessin fora. El 1936, la idea de reforçar el Comitè de la Defensa Imperial s'havia convertit en un objecte popular de debat, i Trenchard presentà els seus arguments a la Cambra dels Lords. Finalment, el Govern ho aprovà i nomenà a Sir Thomas Inskip Ministre de la Coordinació de Defensa.
Amb Hankey fora, la Royal Navy tornà a fer campanya per tenir el seu propi servei aeri. La idea de traspassar l'Arma Aèria de la Flota del Ministeri de l'Aire al control de l'Almirallat tornà al debat públic, i Trenchard s'hi oposà als Lords, a la premsa i a les converses privades, però no tingué prou influència i el traspàs tingué lloc el 1937. A més de la seva tasca política, Trenchard va exercir de president de la United Africa Company. A més, el 1936, va ser promogut de Baró a Vescompte Trenchard.
Des de finals de 1936 a 1939, Trenchard passà gran part del seu temps viatjant per a les empreses on exercia com a director. Durant una visita a Alemanya a l'estiu de 1937, Trenchard va ser convidat a sopar amb Hermann Göring, el comandant en cap de la Luftwaffe. Si bé el sopar va començar de manera cordial, va acabar amb Göring afirmant que un dia Alemanya farà que tot el món tremoli, afirmació a la qual Trenchard replicà que ja pot treure's això del cap. El 1937, Newall va ser nomenat Cap de l'Estat Major de l'Aire, i Trenchard no va dubtar en criticar el nomenament. Com a ardent seguidor del bombarder, Trenchard estava en desacord amb el programa d'expansió aèria i el seu èmfasi en el caça defensiu. Trenchard va escriure directament al Govern, i oferí fins a dues ocasions els seus serveis al govern, però el seu oferiment va ser rebutjat.

### Segona Guerra Mundial

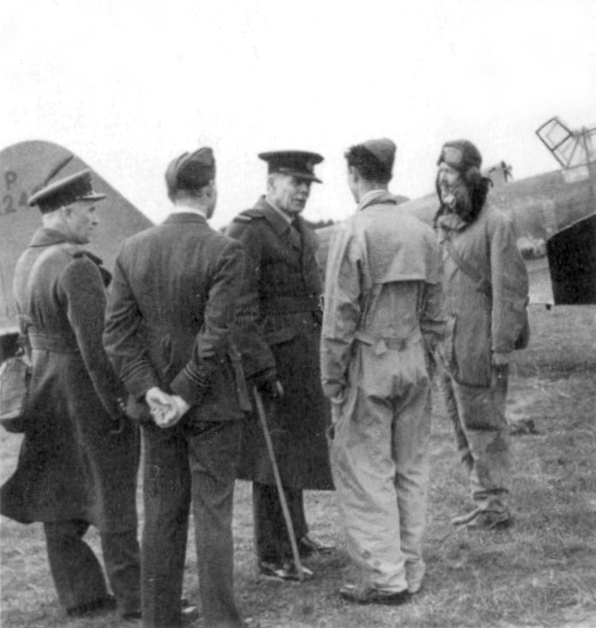
Trenchard amb personal del 12è Esquadró a França durant l'abril de 1940

Just abans de l'esclat de la II Guerra Mundial, el Primer Ministre Chamberlain es reuní amb Trenchard, oferint-li la tasca d'organitzar un entrenament avançat pels pilots de la RAF al Canadà, possiblement com a pretext per allunyar-lo d'Anglaterra. Però Trenchard rebutjà l'oferiment, dient que aquella missió necessitava un home més jove que estigués més al dia en qüestions d'entrenament. A partir d'aquell moment, Trenchard passà la resta de 1939 dient que la RAF s'hauria d'usar per atacar Alemanya des de les seves bases a França. Era evident pel govern que Trenchard no estava satisfet i, a inicis de 1940, se li oferí la tasca de coordinar el camuflatge d'Anglaterra. Trenchard simplement rebutjà la feina. Sense un paper oficial, Trenchard se l'agafà per si mateix, visitant durant la primavera de 1940 diverses unitats de la RAF, incloent-hi les destinades a França.a l'abril, Sir Samuel Hoare, que era de nou Secretari d'Estat de l'Aire, intentà sense èxit que Trenchard tornés com a Cap de l'Estat Major de l'Aire.
Al maig de 1940, després del fracàs de la Campanya de Noruega, Trenchard va usar la seva posició a la Cambra dels Lords per atacar el que ell veia com el comandament de la guerra a mitges. Quan Churchill substituí a Chamberlain com a Primer Ministre, es demanà a Trenchard que organitzés la defensa de les fàbriques d'avions. Trenchard declinà l'oferiment, afirmant que no estava pas interessat a ajudar al general que ja era responsable d'allò. Cap a finals de mes, Churchill oferí a Trenchard un càrrec que seria com el comandant suprem de totes les forces britàniques a terra, mar i aire en cas que la invasió tingués lloc. Trenchard respongué que en cas que la situació es produís, l'oficial al capdavant necessitaria els poders militars d'un generalíssim, i un poder polític tal que seria Adjunt al Ministre de Defensa. Churchill no podia garantir a Trenchard els enormes poders que li demanava.
Tot i el seu desacord, Trenchard i Churchill van mantenir una bona relació, i el 30 de novembre de 1940, 66è aniversari de Churchill, van dinar juns a Chequers. La batalla d'Anglaterra havia acabat feia poc i Churchill no escatimava elogis pels esforços de preguerra de Churchill per establir la RAF. Churchill va fer-li la darrera oferta de treball, aquesta vegada com a reorganitzador de la Intel·ligència Militar. Trenchard considerà profundament l'oferiment, però la declinà en una carta dos dies després, principalment perquè creia que el càrrec necessitava un tacte que a ell li mancava.

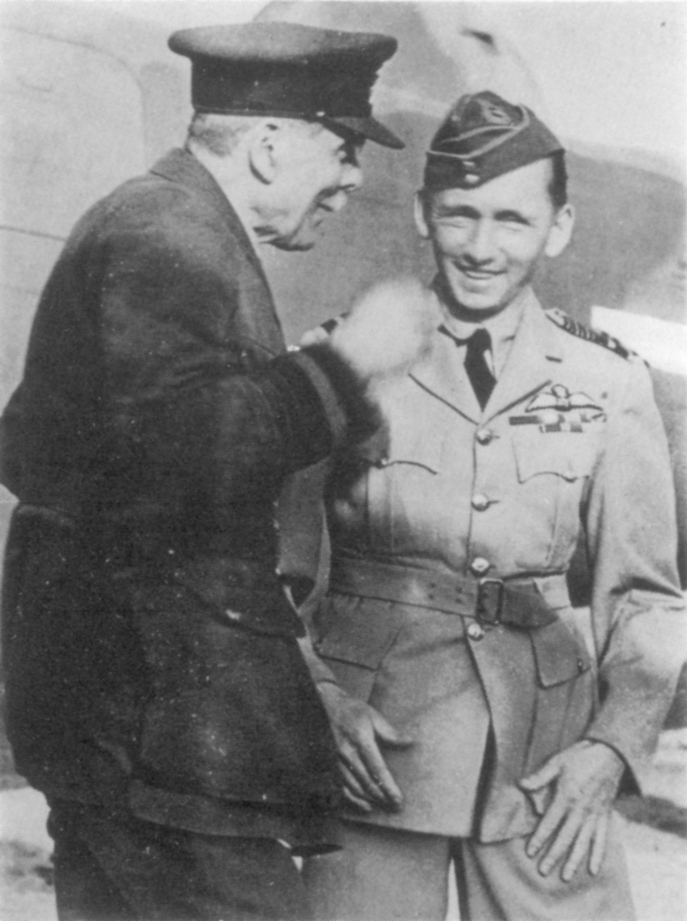
Lord Trenchard parlant informalment amb Sir Arthur Tedder durant la II Guerra Mundial

Des de mitjans de 1940 en endavant, Trenchard s'adonà que les seves demandes del maig l'havien exclòs de tenir un paper principal en l'esforç de guerra britànic. Davant d'aquelles circumstàncies, actuà com un Inspector General de la RAF no oficial, visitant els esquadrons desplegats per tot Europa i el nord Àfrica, per així aixecar la moral. Com a noble, amic de Churchill i amb connexions directes amb l'Estat Major de l'Aire, Trenchard va ser l'abanderat de la causa de la Força Aèria a la Cambra dels Comuns, la Premsa i amb el Govern.
Durant la guerra, la tragèdia també arribà a la família de Trenchard. John, el seu fillastre gran, va morir en acció a Itàlia, i Edward, el seu fillastre petit, va morir en un accident d'aviació. El seu propi fill, també anomenat Hugh, va morir al nord d'Àfrica. El seu fill petit, Thomas, va sobreviure a la guerra i visitava amb freqüència als seus pares quan podia fer-ho.

### Darrers anys
En la postguerra immediata, diversos generals americans, entre ells Carl Andrew Spaatz i Henry H. Arnold, van demanar consell a Trenchard perquè els ajudés en el debat que envoltava la creació d'una Força Aèria dels Estats Units independent. Els líders de l'aire nord-americans tenien a Trenchard en gran estimació, arribant a anomenar-lo "el sant patró del poder aeri". La USAF va ser creada com a branca independent de les Forces Armades dels Estats Units el 1947.

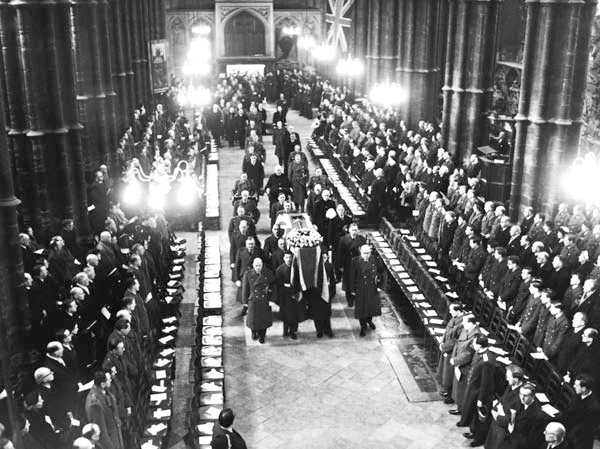
Funeral de Trenchard a l'Abadia de Westminster al 1956

Després de la II Guerra Mundial, Trenchard seguí presentant les seves idees sobre el poder aeri. També donà suport a la creació de dos memorials. Pel primer, la Capella de la Batalla d'Anglaterra a l'Abadia de Westminster, Trenchard encapçalà un comitè amb el Mariscal en Cap de l'Aire Sir Hugh Dowding per fornir la capella i pel vitrall. El segon, el Memorial Anglo-Americà pels aviadors d'ambdues nacions, que va ser erigit a la Catedral de Sant Pau de Londres. Trenchard va morir una setmana després del seu 83è aniversari, el 10 de febrer de 1956, sent enterrat a la Capella de la Batalla d'Anglaterra, que ell havia ajudat a crear. El seu vescomtat va ser heretat pel seu fill Thomas.

## Llegat
Diverses institucions van rebre el nom de Trenchard. Entre elles, està el petit museu de RAF Halton, una de les 5 residències al Welbeck College, batejades en honor de preeminents figures militars, i la Trenchard House, que actualment és usada per la Farnborough Air Sciences Trust per tenir-hi part de la seva col·lecció. El 1977, Trenchard va ser inclòs a la Sala de la Fama Internacional Aeroespacial del Museu Aeroespacial de San Diego.
El treball de Trenchard per establir la RAF i preservar la seva independència fa que hagi estat anomenat el "Pare de la Royal Air Force". A ell, personalment, no li agradava aquest nomenament, ja que creia que Sir David Henderson era qui mereixia el títol. Durant tota la seva vida, Trenchard defensà el bombarder com l'arma clau d'una força aèria, i avui és reconegut com un dels primers advocats del bombardeig estratègic.

## Historial militar i Honors

### Promocions

#### Milícia
Tinent de 2a – 31 de març de 1891

#### Exèrcit
Tinent de 2a – 9 de setembre de 1893
 Tinent – 12 d'agost de 1896
 Capità – 28 de febrer de 1900
 Major – 22 d'agost de 1902
 Tinent Coronel – 18 de gener de 1915
 Coronel – 23 de juny de 1915
 Brigadier – 25 d'agost de 1915
 Major General – 24 de març de 1916

#### RAF
Major General – 3 de gener de 1918
 Vicemariscal de l'Aire – 1 d'agost de 1919
 Mariscal de l'Aire – 11 d'agost de 1919
 Mariscal en Cap de l'Aire – 1 d'abril de 1922
 Mariscal de la RAF – 1 de gener de 1927

### Condecoracions

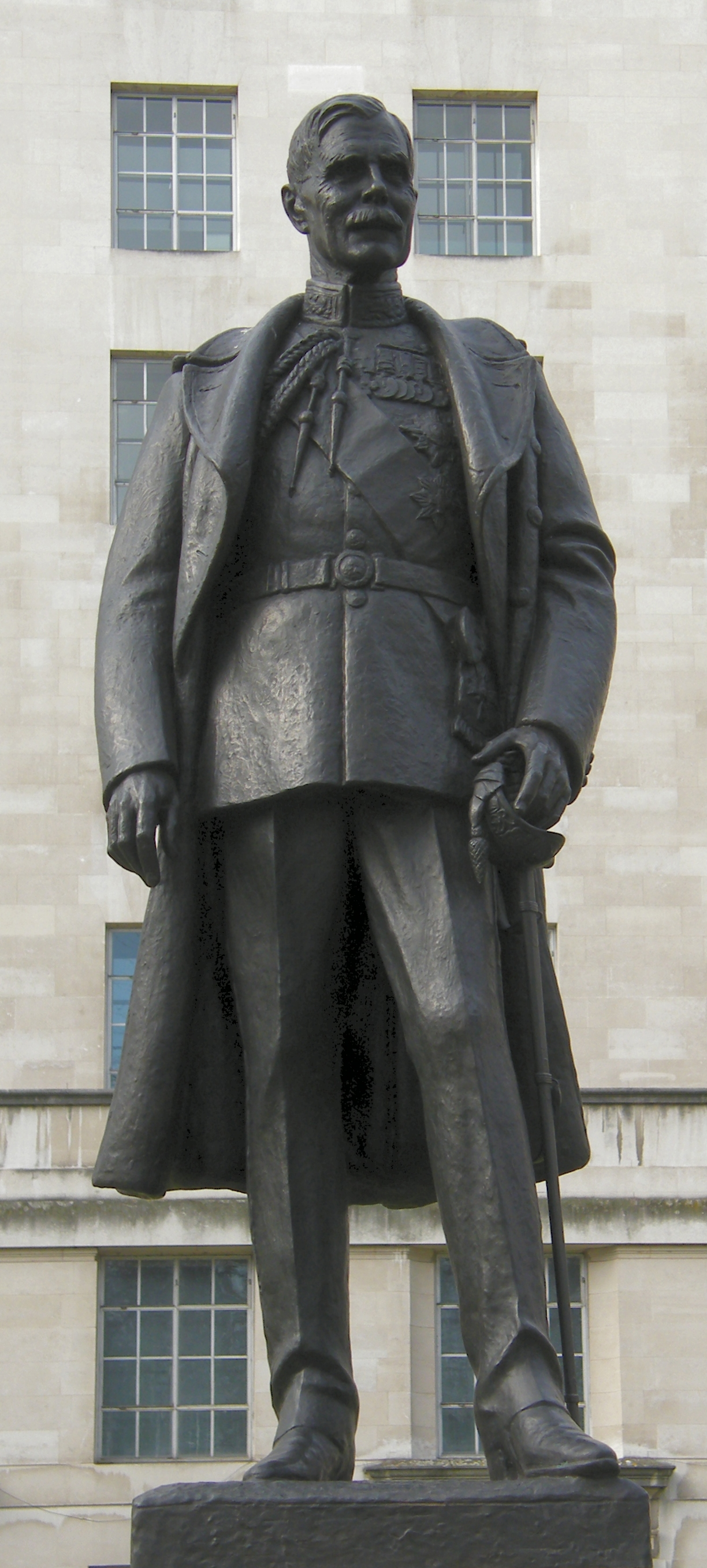
Estatua del Mariscal Trenchard davant del Ministeri de Defensa a Embankment, Londres

- Vescomte – 1 de gener de 1936 (conferit el 4 de febrer de 1936)
- Baró – 1 de gener de 1930 (conferit el 28 de gener de 1930)
- Baronet – 30 de desembre de 1919
- Gran Creu de l'Orde del Bany – 1 de gener de 1924
  -  Cavaller Comandant de l'Orde del Bany – 1 de gener de 1918
  -  Company de l'Orde del Bany – 1 de gener de 1914
- Orde del Mèrit – 1 de gener de 1951
- Gran Creu del Reial Orde Victorià – 26 de juliol de 1935
- Orde del Servei Distingit – 18 de setembre de 1906
- 10 Mencions als Despatxos - 25 d'agost de 1905, 18 de setembre de 1906, 22 de juny de 1915, 1 de novembre de 1915, 1 de gener de 1916, 15 de juny de 1916, 4 de gener de 1917, 11 de desembre de 1917, 20 de maig de 1918, 10 d'abril de 1919
- Doctor Honorífic en Dret Civil (Oxford) – 1926
- Doctor Honorífic en Dret (Cambridge)
- Medalla de la Reina de Sud-àfrica 1899-1902 amb barres Transvaal, Orange Free State i Cape Colony
- Medalla del Rei de Sud-àfrica 1901-1902 amb barres South Africa 1901 i South Africa 1902 clasps
- Medalla del Servei General a l'Àfrica
- Estrella de 1914-15
- Medalla Britànica de la Guerra 1914-20
- Medalla de la Victòria 1914-1918
- Medalla del Jubileu de Plata del Rei Jordi V 1935
- Medalla de la Coronació del Rei Jordi VI 1937
- Medalla de la Coronació de la Reina Elisabet II 1953
- Orde de Santa Anna de 3a Classe amb Espases (Imperi Rus) – 25 d'agost de 1915
- Orde de Sant Estanislau de 1a Classe (Imperi Rus)
- Comandant de la Legió d'Honor – 24 de setembre de 1917
- Creu de Guerra (França)
- Creu de Guerra (Bèlgica) – 11 de març de 1918
- Oficial de l'Orde de la Corona (Bèlgica) – 8 de novembre de 1918
- Medalla del Servei Distingit a l'Exèrcit (Estats Units) – 15 de juliol de 1919
- Orde del Tresor Sagrat de 1a Classe (Japó) – 4 de gener de 1921
- Orde dels Dos Rius (Irak)